# Saison 10 de Bleach
Cet article présente la saison 10 de Bleach.

## Saison 10
Cette saison a été diffusée du 14 octobre 2008 au 3 février 2009 (épisodes 190 à 205) sur TV Tokyo. Elle est composée de 16 épisodes.
| No | Titre français                                           | Titre japonais                                     | Titre japonais                                 | Date de 1re diffusion |
| No | Titre français                                           | Kanji                                              | Rōmaji                                         | Date de 1re diffusion |
| --- | -------------------------------------------------------- | -------------------------------------------------- | ---------------------------------------------- | --------------------- |
| 190 | Arc Hueco Mundo : Reprise !                              | 堕ウェコムンド編、再開！                           | Weko Mundo hen, saikai!                        | 14 octobre 2008       |
| [Chapitres 286-287] - Le duel entre Ichigo et Grimmjow s'achève par la victoire d'Ichigo mais Grimmjow refuse d'abandonner. Ce dernier est alors attaqué par Nnoitra, l'Espada nº5, et s'effondre de fatigue avant d'être protégé par Ichigo. Mais fatigué de son affrontement précédent, Ichigo ne tient guère longtemps contre Nnoitra tandis que Tesla Lindocruz, le sbire de Nnoitra, prend Orihime en otage. Au même moment, Renji, Uryû, Pesche et Dondochakka tentent de fuir Szayelaporro mais arrivent de nouveau dans la salle qu'ils avaient précédemment quittés. Note : Cet épisode débute l'arc mineur « Las Noches ». |                                                          |                                                    |                                                |                       |
| 191 | Le Banquet effrayant. Le Théâtre de Szayel Aporro        | 恐宴, ザエルアポロ劇場                             | Osore en, Zaeruaporo gekijou                   | 21 octobre 2008       |
| [Chapitres 288-289] - Ichigo est totalement impuissant face à Nnoitra et, quand Orihime tente d'intervenir, Tesla la menace de détruire les épingles à l'origine de son pouvoir. En parallèle, Szayelaporro libère son Zanpakutô, Fornicarás, et crée des clones de Renji, Uryû, Pesche et Dondochakka. Il lève les limiteurs de sa salle modifiée et autorise ses adversaires à utiliser leur pleine puissance. Dondochakka fait part de sa profonde inquiétude pour Nell tandis que Nnoitra découvre que celle-ci accompagne Ichigo et la reconnaît, indiquant à Ichigo qu'elle est une ancienne Espada. |                                                          |                                                    |                                                |                       |
| 192 | Une beauté participe à la bataille, le secret de Nell ?! | ネルの秘密, 巨乳美女参戦！？                       | Neru no himitsu, kyonyuu bijo sansen!?         | 28 octobre 2008       |
| [Chapitres 290-291-292] - Nnoitra se sert de la présence de Nell pour mettre Ichigo hors d'état de se battre mais, quand il est sur le point de lui casser le bras, Nell se transforme soudainement en adulte, sa forme originelle. Pesche et Dondochakka remarquent sa transformation et deviennent nostalgiques. Nell met Ichigo à l'abri et lui révèle qu'elle est l'ancienne Espada nº3. Elle domine Nnoitra sans mal et, quand celui-ci lui lance un Cero, elle absorbe la salve d'énergie avant de la lui renvoyer avec le double de sa puissance. Cependant, Nnoitra a relativement bien encaissé l'attaque et révèle à Nell que les Espadas sont devenus plus forts en son absence. |                                                          |                                                    |                                                |                       |
| 193 | L'Irrésistible spectacle de marionnettes de terreur      | 抵抗不能、恐怖の人形劇                             | Teikou funou, kyoufu no ningyou geki           | 4 novembre 2008       |
| [Chapitres 292-293] - Uryû et Renji continuent de se battre contre leurs clones, qui copient chacune de leurs attaques. Renji libère son Bankai et les clones l'imitent, ce qui détruit le bâtiment dans lequel ils se battent. En réponse, Szayelaporro détruit tous les clones et se sert d'une autre technique. Créant des poupées vaudou à l'image de ses adversaires, il se sert de ces poupées pour les torturer et détruire leurs organes internes. Dans le même temps, Nnoitra et Nell sont toujours en train de se battre. Nnoitra se rappelle à quel point il déteste Nel depuis le temps où elle était encore une Espada. |                                                          |                                                    |                                                |                       |
| 194 | Le Passé de Nell                                         | ネリエルの過去                                     | Nerieru no kako                                | 11 novembre 2008      |
| [Chapitres 294-295] - Nnoitra se remémore ses précédentes interactions avec Nel où il était sans cesse incapable de la battre mais à chaque fois épargné par celle-ci. Frustré, il s'en prena un jour aux subordonnés de Nel, Pesche et Dondochakka, en les mutilant. Nel défia Nnoitra mais celui-ci se serva d'un dispositif de Szayelaporro pour la duper et l'attaquer par surprise. Il la dégagea en dehors de Las Noches et Nell se transforma en enfant amnésique, que Pesche et Dondochakka ont juré de protéger. De retour au présent, Nell est provoquée par Nnoitra et s'apprête à libérer son Zanpakutô. |                                                          |                                                    |                                                |                       |
| 195 | L'Union ultime ! Le Sérieux de Pesche                    | 究極合体！ ペッシェの本気                          | Kyuukyoku gattai! Pesshe no honki              | 18 novembre 2008      |
| [Chapitres 296-297] - Nel libère son Zanpakutô, Gamuza, qui la transforme en centaure. Elle n'a aucun mal à dominer Nnoitra. En parallèle, Pesche et Dondochakka décident de défier Szayelaporro et utilise le Cero Sincrético, une combinaison de leurs Cero respectifs. Cependant, Szayelaporro annule l'attaque, révélant qu'il avait déjà analysé leurs énergies spirituelles. De son côté, Nel est sur le point d'achever Nnoitra quand elle reprend soudainement sa forme d'enfant. Ichigo tente d'aider Nel mais Nnoitra prend Orihime en otage, autorisant Tesla à l'achever. Celui-ci libère son Zanpakutô, Verruga, et torture un Ichigo totalement épuisé. En parallèle, l'Espada Zommari Rureaux constate la mort d'Aaroniero et s'apprête à achever Rukia tandis que Chad est sur le point de se faire achever par les Exequias. Finalement, Tesla s'apprête à infliger le coup de grâce à Ichigo mais son attaque est stoppée par Kenpachi. |                                                          |                                                    |                                                |                       |
| 196 | La plus forte armée des Shinigamis apparaît !            | 最強死神軍団登場                                   | Saikyou shinigami gundan toujou                | 25 novembre 2008      |
| [Chapitres 298-299] - Kenpachi bat Tesla en une seule attaque et défie Nnoitra. Il informe Ichigo qu'Urahara lui a ouvert un Garganta pour qu'il puisse débarquer au Hueco Mundo. D'autres capitaines arrivent au même moment. Retsu Unohana, la capitaine de la 4e Division, arrive avec sa vice-capitaine Isane Kotetsu pour sauver Chad et Gantenbainne des Exequias, qui battent en retraite. Le capitaine de la 12e Division, Mayuri Kurotsuchi, vient avec sa vice-capitaine Nemu Kurotsuchi au secours d'Uryû et Renji. Il défie Szayelaporro en duel et celui-ci parvient à créer une poupée à son image. Byakuya arrive quant à lui pour sauver Rukia et attaque l'Espada nº7, Zommari Rureaux. Celui-ci se sert d'une technique de déplacement avancé, forçant Byakuya à se servir d'une technique qu'il a apprise de Yoruichi pour échapper à une attaque dangereuse.                                                                          |                                                          |                                                    |                                                |                       |
| 197 | Le Bankai de Byakuya. La Colère tranquille               | 白哉卍解、静かなる怒り                             | Byakuya bankai, shizuka naru ikari             | 2 décembre 2008       |
| [Chapitres 300-301] - Après avoir réalisé que Byakuya ne le traite pas en égal, Zommari libère son Zanpakutô, Brujería, qui fait apparaître plusieurs dizaines d'yeux sur son corps, qui ont le pouvoir de prendre le contrôle de ce qu'ils regardent. Il prend le contrôle d'un bras et d'une jambe de Byakuya, que celui-ci ne tarde à en trancher les muscles et tendons. Byakuya ordonne à Hanatarô Yamada de mettre Rukia à l'abri mais Zommari, ayant pris le contrôle du corps de Rukia, blesse grièvement Hanatarô avant de menacer Byakuya de la forcer à se suicider. Byakuya immobilise sa sœur avec un sort avant de libérer son Bankai. Entouré par des milliers de lames, Zommari est totalement impuissant et ne tarde pas à être submergé. |                                                          |                                                    |                                                |                       |
| 198 | Les Deux Scientifiques. Le Piège de Mayuri               | ２人の科学者、マユリの罠                           | Ni nin no kagaku sha, Mayuri no wana           | 9 décembre 2008       |
| [Chapitres 302-303] - Zommari a survécu à l'attaque de Byakuya mais celui-ci se sert d'un sort pour bloquer la capacité de l'Espada avant de l'achever. Il autorise ensuite Isane à soigner Rukia et Hanatarô. De son côté, Mayuri semble totalement impuissant face à la capacité de Szayelaporro, qui utilise sa poupée vaudou pour détruire tous les os et organes de Mayuri. Celui-ci a cependant survécu, à la surprise générale. Il révèle à son adversaire qu'il avait précédemment implanté une bactérie d'observation dans le corps d'Uryû et qu'après avoir été témoin de sa technique, il a remplacé tous ses organes par des faux. Il libère son Bankai, qui empoisonne Szayelaporro avant de le dévorer. |                                                          |                                                    |                                                |                       |
| 199 | Sainte naissance. La Résurrection de Szayel Aporro       | 聖誕、蘇るザエルアポロ                             | Seitan, yomigaeru ZAERUAPORO                   | 16 décembre 2008      |
| [Chapitres 304-305] - Rukia reprend conscience et Byakuya lui dit de se reposer afin de se concentrer sur les prochains combats. Kenpachi continue de combattre Nnoitra tandis qu'Ichigo demande à Orihime de soigner Nel avant lui. Pendant ce temps, le Bankai de Mayuri dévore Szayelaporro et empoisonne Uryû et Renji par inadvertance. L'Espada en profite pour ressusciter en absorbant les particules spirituelles de Nemu. Cependant, dans le processus, il a ingéré une drogue surhumaine qui augmente tous ses sens au point de ne plus pouvoir réagir au surplus d'information et est totalement paralysé. Mayuri proclame qu'une seconde réelle doit être perçue par Szayelaporro comme aussi longue qu'un siècle et en profite pour lui poignarder le cœur avec son sabre. |                                                          |                                                    |                                                |                       |
| 200 | Le Corps le plus dur ?! Nnoitra se met en colère         | 最硬の体！? ノイトラを斬れ                         | Sai kata no karada!? Noitora wo kire           | 23 décembre 2008      |
| [Chapitres 306-307-308] - Szayelaporro, dont les sens ont été augmentés par la drogue, ressent le sabre de Mayuri lui transpercer le cœur durant ce qui semble lui durer des siècles avant de mourir. Après avoir soigné Nemu, Mayuri lui ordonne d'ouvrir le laboratoire de Szayelaporro. Après ça, il soigne les blessures d'Uryû. Pendant ce temps, Kenpachi a du mal à trancher la peau de Nnoitra, dont celui-ci proclame qu'elle est la plus solide parmi tous les Espadas. Kenpachi est loin d'être démotivé et transperce la tête de Nnoitra à travers son bandeau. Cependant, Nnoitra ne semble pas affecté et attaque violemment Kenpachi à la poitrine. L'Espada révèle donc ce que cache son bandeau : les restes de son masque ainsi qu'un trou de hollow à la place de son œil gauche, que Kenpachi a traversé. |                                                          |                                                    |                                                |                       |
| 201 | Nnoitra libéré ! La Prolifération des armes              | ノイトラ解放！増殖した腕                           | Noitora kaihou! Zoushokushita ude              | 6 janvier 2009        |
| [Chapitres 308-309-310] - Le duel entre Kenpachi et Nnoitra gagne en intensité. Kenpachi parvient finalement à blesser Nnoitra avec une force suffisante et l'attaque sans relâche. Acculé, Nnoitra fonce sur Kenpachi et lui enlève accidentellement son bandeau, ce qui lève les limites du capitaine qui attaque l'arrancar sans retenue. À l'agonie, Nnoitra libère son Zanpakutô, Santa Teresa, qui lui fait pousser une autre paire de bras et lui donne quatre faux. Il blesse grièvement Kenpachi mais celui-ci lui coupe un bras en retour. Nnoitra régénère son bras et continue d'attaquer. Surpris par Kenpachi, il fait pousser une paire de bras et poignarde Kenpachi à l'abdomen. |                                                          |                                                    |                                                |                       |
| 202 | Conclusion de violents combats ! Qui est le plus fort ?  | 激闘決着！最強は誰だ                               | Gekitou kecchaku! Saikyou ha dare da           | 13 janvier 2009       |
| [Chapitres 311-312] - En dépit des blessures, Kenpachi continue d'affronter Nnoitra sans relâche avant de réaliser qu'il est en danger de mort. Il décide de recourir au kendo et d'attaquer Nnoitra avec une attaque à deux mains. Ayant vaincu son adversaire, Kenpachi s'apprête à partir mais Nnoitra insiste pour qu'ils finissent leur duel. Nnoitra se remémore son passé avec Nelliel et la façon dont elle le sauvait sans cesse de la mort alors qu'il déteste être pris en pitié. Il fonce sur Kenpachi, qui lui inflige le coup de grâce. |                                                          |                                                    |                                                |                       |
| 203 | Réunion à Karakura ! Aizen contre les Shinigamis !       | 空座町(からくらちょう)に集結！藍染(あいぜん)対死神 | Karakura-cho ni shuuketsu! Aizen tai shinigami | 20 janvier 2009       |
| [Chapitres 313-314-315] - Nnoitra a été vaincu par Kenpachi. L'Espada Coyote Stark surgit pour emmener Orihime auprès d'Aizen, sans que Kenpachi ni Ichigo ne puissent le stopper. Aizen informe Orihime ainsi que ses amis et les renforts de la Soul Society via un sort qu'il a en réalité fait kidnapper Orihime pour tous les piéger au Hueco Mundo et ainsi diviser leurs forces avant la bataille finale. Se rendant à Karakura avec Ichimaru et Tôsen, il est accueilli par le capitaine général Yamamoto ainsi que plusieurs capitaines et vice-capitaines. Aizen convoque donc les trois Espadas les plus puissants, Stark, Baraggan Luisenbarn et Tier Halibel, ainsi que leurs subordonnés et confie Las Noches ainsi qu'Orihime à Ulquiorra, qui s'est libéré de l'autre dimension. Ressentant la présence de ce dernier, Ichigo fonce pour l'affronter. Note : Cet épisode clôture l'arc mineur « Las Noches ».                             |                                                          |                                                    |                                                |                       |
| 204 | Le Seppuku d'Ichigo ! Stratégie de persuasion            | 一護の切腹説得作戦                                 | Ichigo no seppuku, settoku sakusen             | 27 janvier 2009       |
| Note : Cet épisode est un filler. |                                                          |                                                    |                                                |                       |
| 205 | Fureur ! Le Tournoi de football des Shinigamis !         | ドキ！虚(ホロウ)だらけの蹴鞠(けまり)大会           | Doki! Shinigami darake no kemari taikai        | 3 février 2009        |
| Note : Cet épisode est un filler. |                                                          |                                                    |                                                |                       |

#### Épisodes japonais
1. 1 2 3 4 5 6 7 8 9 10 11  (ja) « Bleach - Épisodes 189 à 200 », TV Tokyo (consulté le 30 novembre 2011)
2. 1 2 3 4 5  (ja) « Bleach - Épisodes 201 à 213 », TV Tokyo (consulté le 30 novembre 2011)

#### Épisodes français
1. 1 2 3 4  « Bleach - Épisodes 181 à 193 » sur Anime.kaze.fr, consulté le 11 avril 2012
2. 1 2 3 4 5 6 7 8 9 10 11 12  « Bleach - Épisodes 194 à 205 » sur Anime.kaze.fr, consulté le 20 juin 2012